# Theodore Boone: El acusado
Theodore Boone: El acusado (en inglés - Theodore Boone: The Accused) es una novela juvenil del escritor estadounidense John Grisham. Es el tercer libro de la serie de Theodore Boone. Fue publicado el 15 de mayo de 2012. La novela inicia donde termina el segundo libro de la serie.

## Sinopsis
El juicio de Pete Duffy está por comenzar. Theo logró el permiso de su maestro para estar en la corte y presenciarlo. Sin embargo, el juicio tiene que posponerse y el mismo Theo empieza a ser acusado de crímenes que no cometió.

### Personajes
- Theodore Boone
- Señora Boone
- Señor Boone
- Ike, tío de Theo
- April
- Detective Vorman
- Detective Hamilton